# Agía Paraskeví (Thessalonique)
Pour les articles homonymes, voir Agía Paraskeví (homonymie).
Agía Paraskeví (grec moderne : Αγία Παρασκευή) est une localité située dans le dème de Thérmi, dans le district régional de Thessalonique, dans la periphérie de Macédoine-Centrale, en Grèce.
Selon le recensement de 2011, elle compte 2 244 habitants.